# فاحص العلامة التجارية
فاحص العلامات التجارية، هو محام يعمل لدى كيان حكومي مثل مكتب الولايات المتحدة لبراءات الاختراع والعلامات التجارية (USPTO) لتحديد ما إذا كان ينبغي السماح لمقدم الطلب بالحصول على تسجيل علامة تجارية ، مما يوفر حماية قانونية للعلامة التجارية لمقدم الطلب. وبالتالي فإن مهمة فاحص العلامات التجارية هي فحص العلامات التي تم طلبها لتحديد ما إذا كانت تتعارض مع أي حظر على التسجيل ، مثل التعدي على تسجيل موجود لنفس العلامة، أو تشكيل الاسم العام للسلع التي ترتبط بها العلامة.

## في الولايات المتحدة الأمريكية
يوظف مكتب الولايات المتحدة للبراءات والعلامات التجارية عدة مئات من فاحصي العلامات التجارية في أي وقت من الأوقات، على الرغم من أن العدد يتقلب مع قوة الاقتصاد، مما يؤثر على عدد إيداعات العلامات التجارية الجديدة المقدمة. يتم تقييم هؤلاء الموظفين من خلال نظام النقاط، استنادا إلى عدد الطلبات التي يقومون بمعالجتها والتصرف فيها، إما عن طريق السماح لهم بالمضي قدما في التسجيل، أو رفض التسجيل في إجراء مكتبي، ورؤية هذا الرفض من خلال أي مناشدات يتم اتخاذها داخل USPTO. يعمل بعض فاحصي العلامات التجارية في USPTO في مبنى USPTO في الإسكندريا بولاية فرجينيا، ولكن الغالبية تعمل عن بعد بدوام كامل.
وفي عام 2011، أفادت التقارير بأن التخفيضات المقترحة في الميزانية بمبلغ 100 مليون دولار لميزانية مكتب براءات الاختراع والعلامات التجارية في الولايات المتحدة التي تزيد قليلا عن ملياري دولار لم يكن لها أي تأثير على حجم موظفي العلامات التجارية. ومع ذلك، تم تجميد جميع التوظيف في عام 2011 في USPTO.

## في تركيا
يوظف المعهد التركي لبراءات الاختراع (TPE) أكثر من مائة فاحص علامات تجارية في أي وقت من الأوقات. يعمل جميع فاحصي العلامات التجارية في TPI في مبنى TPE في أنقرة، تركيا.
في البداية، يبدأ الممتحن في العمل كمساعد لمدة ثلاث سنوات. بعد عامين تريد TPE منه إعداد أطروحة حول أي موضوع من مواضيع العلامات التجارية. ثم يدرس الممتحن على أطروحة ما يقارب 10 أشهر. بعد ذلك يعرضها على مجلس الإدارة. إذا تم قبول الرسالة من قبل المجلس، فسيقوم الممتحن بإجراء اختبار حول الرسالة. إذا سار كل شيء على ما يرام، فسيترك مساعد الممتحن ملصق المساعدة وسيصبح فاحصًا للعلامات التجارية.